# Alpinia nutans
La pacoba del Brasil (Alpinia nutans) es una especie  de planta del sudeste asiático de la familia del jengibre (Zingiberaceae),  con frecuencia usada como planta medicinal.

## Descripción
Es una planta herbácea que alcanza 9 a 14 dm de altura. Sus flores tienen aspecto de porcelana, con forma de concha, y florece prolíficamente en una vara floral de 3 dm de largo. El único estambre fértil tiene anteras masivas. Los estigmas globosos, blancos, del pistilo se extienden debajo de la antera. 
Tiene follaje siempreverde en áreas sin severas heladas.  Tiene un fuerte aroma a cardamomo cuando se frota o corta, pero por supuesto no es la especie que produce la esencia con ese nombre.

## Usos
Es utilizada como diurético y para la hipertensión.
Indicaciones: usada en dolores de cabeza y catarros.
En la medicina de hierbas brasileña el aceite esencial de la hoja es utilizado para la hipertensión y como un tónico del corazón. En otras regiones la planta es considerada balsámica, diurética, y estomacal y tradicionalmente utilizada para fríos y gripe, las fiebres, las flatulencias, problemas de estómago e indigestión.

## Taxonomía
Alpinia nutans fue descrita por (L.) Roscoe y publicado en Exotic Botany 2: t. 106. 1805.
Etimología
Ver: Alpinia
nutans: epíteto latíno que significa "con cabeza floral"
Sinonimia
- Alpinia speciosa K.Schum.
- Amomum compactum Roem. &  Schult.
- Catimbium nutans Juss.
- Costus zerumbet Pers.
- Globba nutans L. 1771
- Languas speciosa Small
- Renealmia nutans Andrews
- Zerumbet speciosum H.Wendl
- Alpinia molucana Gagnep.
- Globba sylvestris Rumph. ex Dum.Cours[5]